# Thomas Fischer (Fußballspieler, 1963)

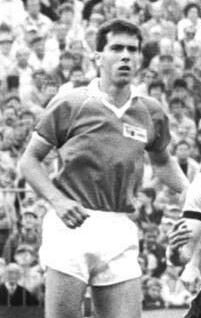
Fischer bei seinem letzten DDR-Oberligaspiel am 3. Juni 1989 im ausverkauften Rudolf-Harbig-Stadion

Thomas Fischer (* 13. Juli 1963 in Dresden) ist ein ehemaliger deutscher Eisschnellläufer und Fußballspieler. Für den SC Einheit Dresden gewann Fischer als Eisschnellläufer mehrere Medaillen bei DDR-Meisterschaften und wurde 1979 DDR-Spartakiadesieger. Nach seinem Wechsel zum Fußball wurde Fischer zwischen 1981 und 1983 drei Mal DDR-Nachwuchsmeister mit Dynamo Dresden. Zwischen 1985 und 1989 spielte Fischer für die BSG Chemie Leipzig, die BSG Stahl Riesa, den FC Vorwärts Frankfurt/Oder und den 1. FC Union Berlin und kam dabei auf 74 Spiele in der DDR-Oberliga, der höchsten Spielklasse des DDR-Fußball-Verbandes und erzielte dabei vier Tore.

## Privates
Thomas Fischer ist verheiratet und Vater von vier Kindern. Er war bis 2021 Geschäftsführer eines Ticketanbieters und lebt in Dresden.